# Lüllemäe
Lüllemäe – wieś w Estonii, prowincji Valga, w gminie Karula.